# Красное озеро (Хорватия)
Красное озеро (хорв. Crveno jezero) — пресноводное карстовое озеро около города Имотски в южной Хорватии. Как и соседнее Голубое озеро, лежит в глубокой карстовой воронке, сформированной в результате разрушения подземной пещеры. Озеро получило своё название из-за красно-коричневого цвета окружающих его скал, окрашенных оксидом железа.

## Описание

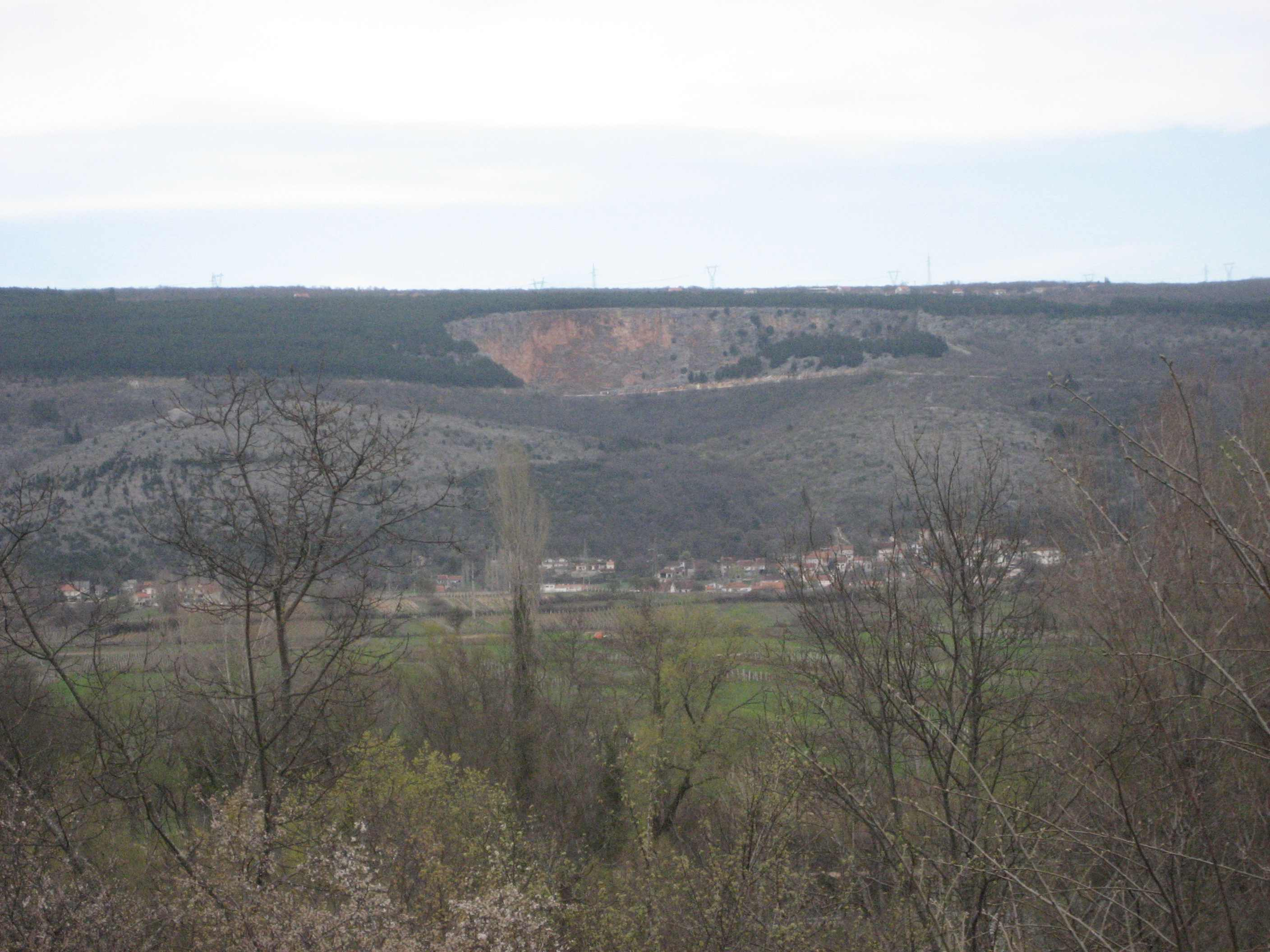
Вид издали на воронку с озером

Хорватская пещерная ассоциация организовала международную спелеологическую экспедицию, и было точно измерено: перепад высот воронки 528 метров, а глубина озера 287 метров, это одно из самых глубоких озёр в Европе после норвежского Хорниндальсватнет, Женевского и озера Гарда. Уровень воды сильно зависит от количества осадков.
Объём воронки — приблизительно 25—30 миллионов кубических метров, из которых 16 миллионов заполнено водой. Таким образом, это одна из самых больших карстовых воронок в мире.
Вода уходит из бассейна через подземные протоки, находящиеся ниже уровня озера.
28 сентября 2013 года были проведены подводные измерения, в которых была установлена глубина 255 метров. Была осуществлена подводная съёмка, с участками, нарисованным через каждые 10 метров и глубиной. Съемка позволит полностью отразить воронку в 3D.
Французский спелеолог Фредерик Сверчинский, 6 мая 2017 года, погрузился в Красное озеро и стал первым человеком в истории, который достиг дна. Погружение продолжалось четыре часа, и француз коснулся дна на отметке 245 метров.
В озере обитает эндемичная рыба Delminichthys adspersus (Heckel, 1843). В сухое время года эта рыба встречается в окрестных реках и озёрах, что предполагает наличие подземных проток между Красным озером и другими водоёмами.